# Батинија
Батинија (арап. باطنية) се односи на групе следбеника ислама које разликују спољашње, егзотерично (захир) и унутрашње, езотерично (батин) значење у исламским списима. Термин се посебно користи за алегоријску врсту тумачења Светог писма развијеног међу неким шиитским групама, наглашавајући батин значење текстова. Задржале су га све гране исмаилизма и разне друзске групе. Алавити практикују сличан систем тумачења. Батинија је уобичајен епитет који се користи за означавање ислама Исмаилија, који су прихватили и сами Исмаили.
Сунитски писци су полемички користили термин батинија у односу на одбацивање очигледног значења Светог писма у корист његовог батинског значења. Ал-Газали, средњовековни сунитски теолог, користио је израз батинија пежоративно за присталице исмаилизма. Неки шиитски писци су такође користили овај термин полемички.